# Jefferson Sabino
Jefferson Dias Sabino (Guarulhos, 4 de novembro de 1982) é um atleta brasileiro, especialista no salto triplo.
Nos Jogos Pan-Americanos de 2007, no Rio de Janeiro, chegou à final do salto triplo, ficando na quarta posição. Jefferson estava com a medalha de prata até a última rodada de saltos da competição. Foi quando dois cubanos conseguiram superar sua melhor marca e ele viu o segundo lugar no pódio se transformar em uma quarta colocação geral.
Nos Jogos Olímpicos de Pequim 2008, ficou em 15º lugar na qualificatória do saltro triplo, não indo à final.
Participou dos Campeonatos Mundiais de Atletismo de 2007 (14ª posição), 2009 (15ª posição) e 2011 (9ª posição).
Medalha de bronze no Sul-Americano de Buenos Aires 2011, e ouro no Mundial Militar no Rio de Janeiro 2011. Seu recorde pessoal no salto triplo é de 17,28 m, obtidos em São Paulo, no ano de 2008.
Integrou a delegação que disputou os Jogos Pan-Americanos de 2011, em Guadalajara, no México, onde conquistou a medalha de bronze com a marca de 16,51 m.